# Diminovula
Diminovula is een geslacht van weekdieren uit de klasse van de Gastropoda (slakken).

## Soorten
- Diminovula aboriginea (C. N. Cate, 1973)
- Diminovula alabaster (Reeve, 1865)
- Diminovula aurantiomacula (C. N. Cate & Azuma, 1973)
- Diminovula caledonica (Crosse, 1871)
- Diminovula concinna (G. B. Sowerby II in A. Adams & Reeve, 1848)
- Diminovula coroniola (C. N. Cate, 1973)
- Diminovula culmen (C. N. Cate, 1973)
- Diminovula dautzenbergi (F. A. Schilder, 1931)
- Diminovula fainzilberi Fehse, 2009
- Diminovula incisa Azuma & C. N. Cate, 1971
- Diminovula kosugei (C. N. Cate, 1973)
- Diminovula margarita (G. B. Sowerby I, 1828)
- Diminovula mozambiquensis Fehse, 2001
- Diminovula nielseni C. N. Cate, 1976
- Diminovula punctata (Duclos, 1828)
- Diminovula rosadoi Lorenz & Fehse, 2009
- Diminovula sandrae Lorenz & Fehse, 2011
- Diminovula stigma (C. N. Cate, 1978)
- Diminovula whitworthi C. N. Cate, 1973

### Synoniemen
- Diminovula anulata Fehse, 2001 => Margovula anulata (Fehse, 2001)
- Diminovula cavanaghi Iredale, 1931 => Globovula cavanaghi (Iredale, 1931)
- Diminovula sinensis (G. B. Sowerby III, 1874) => Margovula marginata (G. B. Sowerby I, 1828)